# Батленд, Джек
Джек Ба́тленд (англ. Jack Butland; родился 10 марта 1993 года, Бристоль) — английский футболист, вратарь клуба «Рейнджерс». Выступал за сборную Англии.

## Клубная карьера
Джек родился в Бристоле в 1993 году. Играл за молодёжную академию «Клеведон Юнайтед». В 2007 году перешёл в академию «Бирмингем Сити». В возрасте 16 лет дебютировал за резервный состав «Бирмингема». В марте 2010 года подписал первый профессиональный контракт в своей карьере. По итогам сезона 2009/10 был признан лучшим молодым игроком «Бирмингем Сити». В октябре 2010 года сломал руку, после чего ему была сделана операция.
В сентябре 2011 года Джек перешёл в клуб Лиги 2 «Челтнем Таун» на правах аренды сроком на месяц. Он сразу же стал игроком стартового состава, дебютировав за клуб 10 сентября в матче против «Маклсфилд Таун». Находясь в аренде, продлил свой контракт с «Бирмингемом» до июня 2015 года. В октябре 2011 года «Челтнем Таун» продлил аренду Батленда ещё на 2 месяца. В декабре 2011 года срок его аренды подошёл к концу. За три месяца, проведённые в аренде, Батленд сыграл 12 матчей, причём в семи из них сохранил ворота «сухими».
В феврале 2012 года Джек вернулся в «Челтнем Таун» на правах аренды до окончания сезона. В апреле, когда травму получил основной вратарь «Бирмингема» Боаз Майхилл, Батленд был отозван из аренды.
С 2013 по 2020 год выступал за «Сток Сити».
В октябре 2020 года перешёл в «Кристал Пэлас».
6 января 2023 года перешёл в «Манчестер Юнайтед» на правах аренды до конца сезона 2022/23.
1 июля 2023 года стал игроком шотландского клуба «Рейнджерс».

## Карьера в сборной
С 2012 по 2018 год провёл 9 матчей за сборную Англии.

## Статистика выступлений за сборную
| Матчи Джека Батленда за сборную Англии | Матчи Джека Батленда за сборную Англии | Матчи Джека Батленда за сборную Англии | Матчи Джека Батленда за сборную Англии | Матчи Джека Батленда за сборную Англии | Матчи Джека Батленда за сборную Англии | Матчи Джека Батленда за сборную Англии |
| №                                      | Дата                                   | Соперник                               | Счёт                                   | Голы                                   | Соревнование                           |                                        |
| -------------------------------------- | -------------------------------------- | -------------------------------------- | -------------------------------------- | -------------------------------------- | -------------------------------------- | -------------------------------------- |
| 1                                      | 15 августа 2012                        | Италия                                 | 2:1                                    | -1                                     | Товарищеский матч                      |                                        |
| 2                                      | 12 октября 2015                        | Литва                                  | 3:0                                    |                                        | Отборочный матч ЧЕ-2016                |                                        |
| 3                                      | 17 ноября 2015                         | Франция                                | 2:0                                    |                                        | Товарищеский матч                      |                                        |
| 4                                      | 26 марта 2016                          | Германия                               | 3:2                                    | -1                                     | Товарищеский матч                      |                                        |
| 5                                      | 13 июня 2017                           | Франция                                | 2:3                                    | -1                                     | Товарищеский матч                      |                                        |
| 6                                      | 8 октября 2017                         | Литва                                  | 1:0                                    |                                        | Отборочный матч ЧМ-2018                |                                        |
| 7                                      | 27 марта 2018                          | Италия                                 | 0:1                                    | -1                                     | Товарищеский матч                      |                                        |
| 8                                      | 7 июня 2018                            | Коста-Рика                             | 2:0                                    |                                        | Товарищеский матч                      |                                        |
| 9                                      | 11 сентября 2018                       | Швейцария                              | 1:0                                    |                                        | Товарищеский матч                      |                                        |

## Достижения
Сборная Англии (до 17 лет)
- Победитель юношеского чемпионата Европы: 2010